# (148) Gallia
Pour les articles homonymes, voir Gallia.
(148) Gallia est un astéroïde de la ceinture principale découvert par Prosper-Mathieu Henry le 7 août 1875. Il fut nommé d'après la Gaule.